# هجاء سياسي

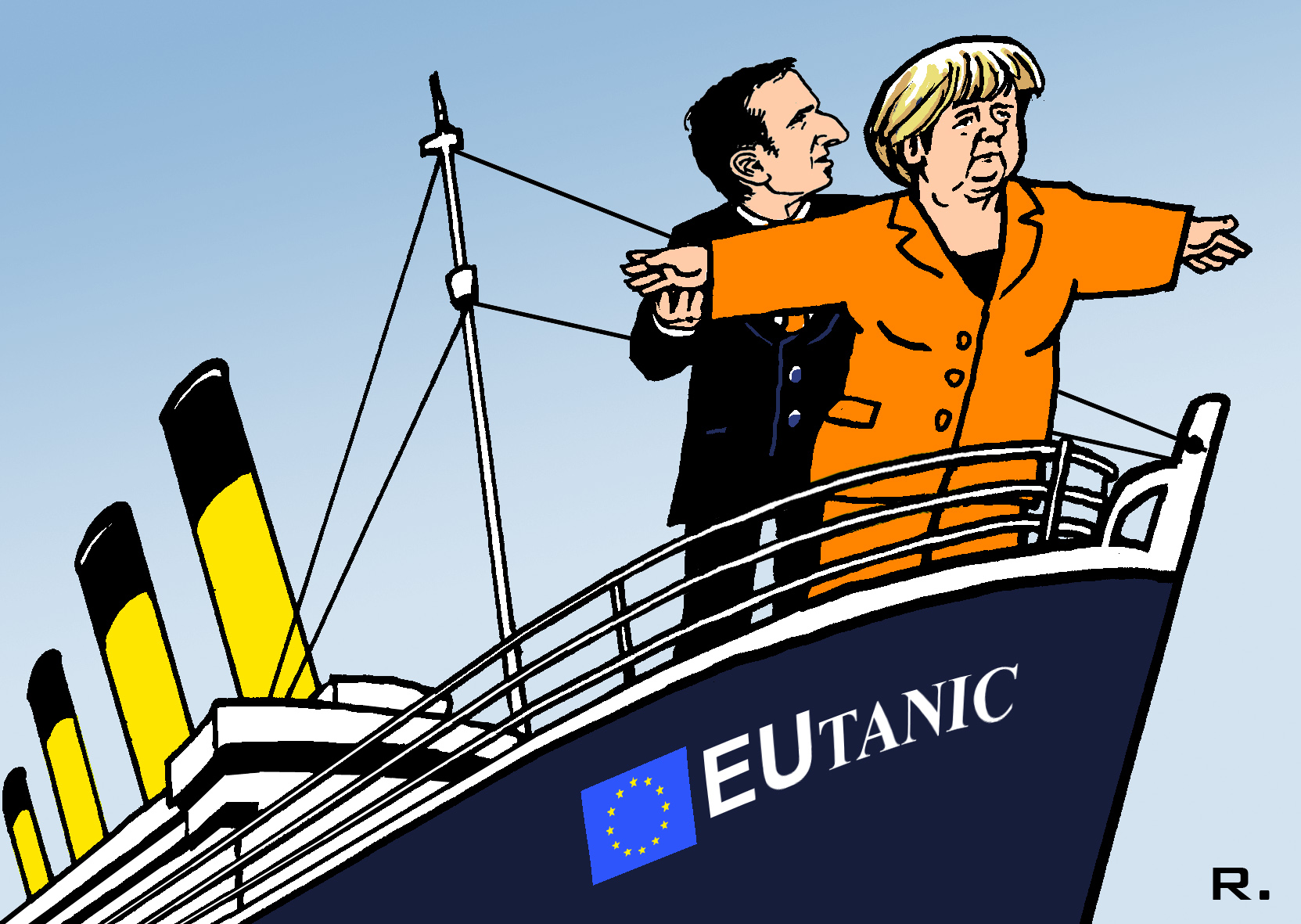

الهِجَاءُ السِّيَاسِيُّ هو نوع بارز من الهجاء، يقوم بالترفيه على الناس من خلال السياسة، الهجاء السياسي عادة ما يكون ظاهراً عند الاحتجاج السياسي أو المعارضة السياسية، ليس بالضرورة أن هذا النوع من الهجاء يحاول تقديم أجندة سياسية والتأثير في العملية السياسية في الدولة، ولكنَّه أحياناً قد يكون كذلك بالفعل، ولكن من ناحية أخرى من الواضح بأنَّ الأهداف الغالبة على الهجاء السياسي تهدف بكل بساطة للترفيه عن الناس وإضحاكهم.

## تاريخ الهجاء السياسي عند العرب
يظهر الهجاء السياسي من خلال الشعر في الدرجة الأولى حيث كان الشعراء يبدون غضبهم وانزاعجهم من الوضع السياسي عن طريق الهجاء والسخرية من الحاكم، وفي العصرالحديث دخل عنصر الفكاهة على الهجاء واصبح الهدف ليس فقط الهجاء ولكن اضحاك الناس أيضا عن طريق المسرحيات والأفلام وبرامج الهجاء السياسي على التلفزيون.

## أبرز الشعراء العرب في الهجاء
- المتنبي.
- ابن الرومي.
- الفرزدق.
- جرير.
- النابغة الذبياني.
- أوس بن حجر.
- زهير بن أبي سلمى.
- الحطيئة.
- حسان بن ثابت.
- كعب بن زهير.
- عبد الله بن رواحة.

### في العصر الحديث
- عبد الكريم الكرمي.
- مظفر النواب.
- أحمد مطر.
- أحمد فؤاد نجم.
- تميم البرغوثي.

## ابرز المسرحيات العربية في الهجاء السياسي
1) كاسك يا وطن 2) الزعيم 3) ضيعة تشرين إلى آخره 4)دقت الساعة...

## ابرز برامج الهجاء السياسي على التلفزيون
برنامج شي أن أن تقديم سلام الزعتري وفؤاد يمين على قناة الجديد.
برنامج إربت تنحل على قناة الجديد.
برنامج دمى قراطية على قناة الأل بي سي.
برنامج بس مات الوطن على قناة الأل بي سي.
برنامج كتير سلبي على قناة الأل بي سي.
برنامج ovrira على قناة الاو تي في اللينانية.
برنامج مش معقول على قناة الاو تي في اللينانية.
برنامج Les Guignols de maghreb على قناة نسمة.
برنامج البرنامج تقديم باسم يوسف على قناة ام بي سي مصر المصرية.